# Pyroglutamate
Als Pyroglutamate werden die Salze und Ester der Pyroglutaminsäure bezeichnet. Um die beiden Stoffgruppen unterscheiden zu können, sollte für letztere besser der Begriff Pyroglutaminsäureester verwendet werden.
]

L-Arginin-L-pyroglutamat [Salz aus dem basischen L-Arginin als Kation (links) und dem Anion (rechts) der L-Pyroglutaminsäure

Pyroglutamate sind ungewöhnliche Aminosäure-Derivate, bei denen die freie Aminogruppe von Glutamat durch einen Ringschluss ein Lactam bildet. Sie sind in Proteinen wie z. B. in Bacteriorhodopsin zu finden, aber auch als freie Form zu geringen Anteilen in Pflanzen, wie z. B. Paprika-Früchten. N-terminale Glutamine können spontan zu Pyroglutamaten zyklisieren. Dadurch wird der N-Terminus für eine Sequenzierung durch Edman-Abbau blockiert, der eine freie primäre Aminogruppe benötigt. Das Enzym Pyroglutamat-Aminopeptidase kann den freien N-Terminus eines Proteins durch Abspaltung des Pyroglutamats wiederherstellen.

## Beispiele
- L-Arginin-L-pyroglutamat C6H14N4O2·C5H7NO3, CAS-Nummer: 56265-06-6